# Grand Prix Formule 1 van Duitsland 1990
De Grand Prix Formule 1 van Duitsland 1990 werd gehouden op 29 juli 1990 op de Hockenheimring.

## Uitslag
| Positie | Nummer | Rijder             | Team                  | Ronden | Tijd/Opgave          | Startplaats | Punten |
| ------- | ------ | ------------------ | --------------------- | ------ | -------------------- | ----------- | ------ |
| 1       | 27     | Ayrton Senna       | McLaren-Honda         | 45     | 1:20:47.164          | 1           | 9      |
| 2       | 19     | Alessandro Nannini | Benetton-Ford         | 45     | + 6.520              | 9           | 6      |
| 3       | 28     | Gerhard Berger     | McLaren-Honda         | 45     | + 8.553              | 2           | 4      |
| 4       | 1      | Alain Prost        | Ferrari               | 45     | + 45.270             | 3           | 3      |
| 5       | 6      | Riccardo Patrese   | Williams-Renault      | 45     | + 48.028             | 5           | 2      |
| 6       | 5      | Thierry Boutsen    | Williams-Renault      | 45     | + 1:21.491           | 6           | 1      |
| 7       | 16     | Ivan Capelli       | Leyton House-Judd     | 44     | + 1 Lap              | 10          |        |
| 8       | 11     | Derek Warwick      | Lotus-Lamborghini     | 44     | + 1 Lap              | 16          |        |
| 9       | 10     | Alex Caffi         | Arrows-Ford           | 44     | + 1 Lap              | 18          |        |
| 10      | 25     | Nicola Larini      | Ligier-Ford           | 43     | + 2 Laps             | 22          |        |
| 11      | 4      | Jean Alesi         | Tyrrell-Ford          | 40     | Transmissie          | 8           |        |
| NC      | 36     | Jyrki Järvilehto   | Onyx-Ford             | 39     | Niet geclassificeerd | 25          |        |
| DNF     | 29     | Éric Bernard       | Larrousse-Lamborghini | 35     | Brandstofpomp        | 12          |        |
| DNF     | 30     | Aguri Suzuki       | Larrousse-Lamborghini | 33     | Koppeling            | 11          |        |
| DNF     | 3      | Satoru Nakajima    | Tyrrell-Ford          | 24     | Motor                | 13          |        |
| DNF     | 20     | Nelson Piquet      | Benetton-Ford         | 23     | Motor                | 7           |        |
| DNF     | 23     | Pierluigi Martini  | Minardi-Ford          | 20     | Motor                | 15          |        |
| DNF     | 35     | Gregor Foitek      | Onyx-Ford             | 19     | Spin                 | 26          |        |
| DNF     | 2      | Nigel Mansell      | Ferrari               | 15     | Gebroken vleugel     | 4           |        |
| DNF     | 15     | Mauricio Gugelmin  | Leyton House-Judd     | 12     | Motor                | 14          |        |
| DNF     | 7      | David Brabham      | Brabham-Judd          | 12     | Motor                | 21          |        |
| DNF     | 9      | Michele Alboreto   | Arrows-Ford           | 10     | Motor                | 19          |        |
| DNF     | 12     | Martin Donnelly    | Lotus-Lamborghini     | 1      | Koppeling            | 20          |        |
| DNF     | 8      | Stefano Modena     | Brabham-Judd          | 0      | Koppeling            | 17          |        |
| DNF     | 21     | Emanuele Pirro     | Dallara-Ford          | 0      | Botsing              | 23          |        |
| DSQ     | 26     | Philippe Alliot    | Ligier-Ford           | 0      | Gediskwalificeerd    | 24          |        |
| DNQ     | 14     | Olivier Grouillard | Osella-Ford           |        |                      |             |        |
| DNQ     | 24     | Paolo Barilla      | Minardi-Ford          |        |                      |             |        |
| DNQ     | 18     | Yannick Dalmas     | AGS-Ford              |        |                      |             |        |
| DNQ     | 22     | Andrea de Cesaris  | Dallara-Ford          |        |                      |             |        |
| DNPQ    | 17     | Gabriele Tarquini  | AGS-Ford              |        |                      |             |        |
| DNPQ    | 33     | Roberto Moreno     | EuroBrun-Judd         |        |                      |             |        |
| DNPQ    | 31     | Bertrand Gachot    | Coloni-Subaru         |        |                      |             |        |
| DNPQ    | 34     | Claudio Langes     | EuroBrun-Judd         |        |                      |             |        |
| DNPQ    | 39     | Bruno Giacomelli   | Life                  |        |                      |             |        |

## Wetenswaardigheden
- Philippe Alliot werd gediskwalificeerd doordat hij geduwd werd bij de start.
- Coloni verving de Subaru-motor door de Ford-motor.

## Statistieken
| Pole-position | Ayrton Senna    | McLaren-Honda    | 1:40.198 |
| Snelste ronde | Thierry Boutsen | Williams-Renault | 1:45.602 |

## Noot
- Dit was de eerste snelste ronde voor Thierry Boutsen.
- Vijftigste podiumplaats voor Ayrton Senna.

1931 · 1932 · 1934 · 1935 · 1936 · 1937 · 1938 · 1939 · 1951 · 1952 · 1953 · 1954 · 1956 · 1957 · 1958 · 1959 · 1961 · 1962 · 1963 · 1964 · 1965 · 1966 · 1967 · 1968 · 1969 · 1970 · 1971 · 1972 · 1973 · 1974 · 1975 · 1976 · 1977 · 1978 · 1979 · 1980 · 1981 · 1982 · 1983 · 1984 · 1985 · 1986 · 1987 · 1988 · 1989 · 1990 · 1991 · 1992 · 1993 · 1994 · 1995 · 1996 · 1997 · 1998 · 1999 · 2000 · 2001 · 2002 · 2003 · 2004 · 2005 · 2006 · 2008 · 2009 · 2010 · 2011 · 2012 · 2013 · 2014 · 2016 · 2018 · 2019